# Gnophos clarior
Gnophos clarior là một loài bướm đêm trong họ Geometridae.